# Volvo Serie 200
La Serie 200 è una gamma di automobili prodotte dalla casa automobilistica Volvo tra il 1974 ed il 1993, con quasi tre milioni di unità vendute in tutto il mondo. Come la Serie 100, anche questo modello viene progettato da Jan Wilsgaard. Si sovrappone alla produzione della Serie 700, introdotta nel 1982: rimangono però solo le versioni 240 mentre le versioni 260 vengono sostituite dal nuovo modello. La Serie 700 verrà poi sostituita un anno prima rispetto alle Serie 200, la cui produzione termina il 14 maggio 1993 dopo quasi venti anni.

## Introduzione

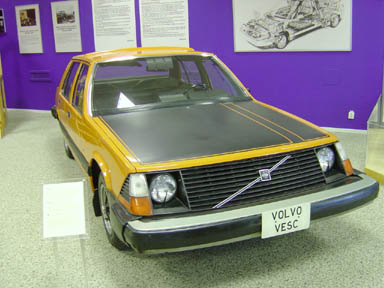
Il prototipo Volvo VESC del 1972

Il successo della 140 e l'esigenza di mantenere all'avanguardia il modello, soprattutto sotto il profilo della sicurezza, portarono alla realizzazione della Serie 200, che delle 140/160 non era che un'evoluzione. Non occorrevano rivoluzioni, anche perché il modello d'origine era stato via via aggiornato negli anni e, secondo i tecnici Volvo, sarebbe stato sufficiente prenderne il "meglio" e migliorarlo ulteriormente. 
E così fecero, anche se l'evoluzione avvenne in modo differenziato: più netto per le versioni a 6 cilindri 260, più morbido per quelle a 4 cilindri 240.
Utilizzando il pianale (più corto) e l'intera parte posteriore della carrozzeria della 140 modello '74, presero vita, con due diversi frontali, ridisegnati totalmente, le 240 e le 260. 
Le prime avevano mascherina in plastica nera e fari circolari incassati, le seconde una calandra cromata in rilievo (che sagomava anche il cofano) e grandi fari rettangolari. Anche gli interni, più eleganti e meglio rifiniti sulle 260, erano ripresi dalle 140 modello '74.
Sotto il profilo tecnico, sebbene la meccanica fosse la stessa delle serie precedenti, molto venne cambiato sotto la pelle. Facendo tesoro dell'esperienza accumulata col prototipo VESC del 1972, molte parti della scocca erano a deformazione controllata, i freni (tutti a disco) avevano due circuiti separati (ciascuno comprendeva entrambe le ruote anteriori, e una di quelle posteriori, alternate), il piantone dello sterzo era collassabile, e vennero inserite delle massicce barre tubolari anti-intrusione nelle portiere. La Serie 200 aveva sospensioni anteriori MacPherson, per liberare più spazio intorno al vano motore, mentre le sospensioni posteriori erano una versione modificata di quelle montate sulla Serie 140. Lo sterzo poi venne molto migliorato con l'introduzione di un sistema a pignone e cremagliera e con servosterzo di serie su alcuni modelli. I nuovi modelli debuttarono nel 1974.

## Le 260

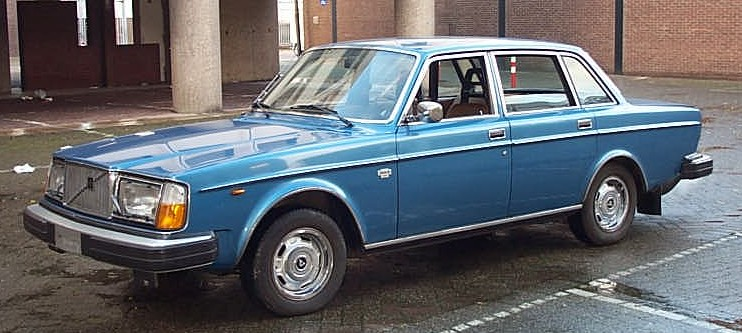
Volvo 264

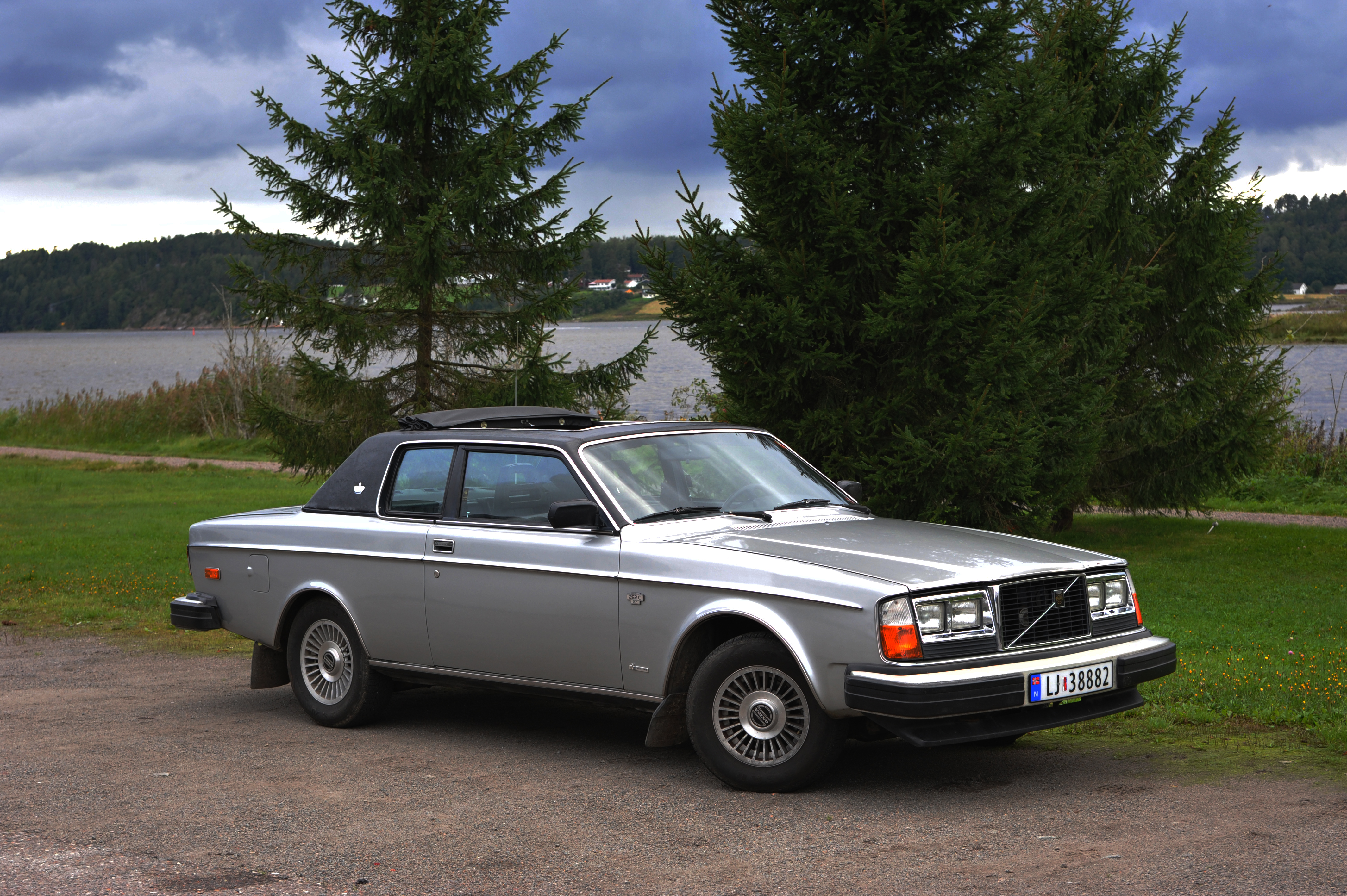
La Volvo 262 C

La sigla 260 indicava, come da tradizione Volvo, la versione a sei cilindri della serie. Abbandonato il vecchio motore delle 164 E, venne adottato il nuovo V6 monoalbero PRV di 2664cm³ alimentato a iniezione da 140cv, abbinato ad un cambio manuale a 4 marce. Lo sterzo era dotato di servoassistenza idraulica, mentre a richiesta si poteva avere anche il cambio automatico.
Al momento del debutto era disponibile, sul nostro mercato, solo una versione: la 264 GL (berlina a 4 porte), dotata di un equipaggiamento molto ricco (completo di sedili in pelle).
Nell'autunno del 1975 vennero lanciate anche le 264 DL e 265 DL (station wagon, inedita per la gamma 260 e prima station wagon Volvo con un motore a sei cilindri), mosse da una versione a carburatore da 125cv del V6 PRV e meno riccamente equipaggiate.
Nel 1977 arrivarono la 262C e la 264 GLE. La prima disegnata dalla Volvo e assemblata dalla Bertone, era una coupé (con tetto più basso e modificato nel montante posteriore e parte inferiore della carrozzeria identica alla berlina). La seconda vettura, che prendeva il posto della 264 GL, era una berlina meglio equipaggiata (cerchi in lega e aria condizionata di serie). La 262C, prodotta solo nei colori argento metallizzato con tetto rivestito in vinile nero e bronzo metallizzato con tetto in vinile beige, aveva una dotazione equivalente a quella della GLE.
Nel 1979 un leggero restyling interessò solo la parte terminale del bagagliaio delle berline e della coupé (fanali posteriori leggermente avvolgenti sui lati; coperchio del baule con battuta più bassa, a filo del lato superiore dei fanali). A fine 1980 (Model Year 1981) venne modificato il frontale (calandra e fari leggermente ritoccati), i paraurti (resi meno massicci; per il mercato USA restarono quelli precedenti) e gli interni (sul cruscotto, la plancia strumenti diventò più grande e il posto per la radio venne riposizionato sopra le bocchette della climatizzazione). Con l'occasione la cilindrata del V6, ora disponibile solo in versione iniezione, crebbe a 2849 cm³ (155cv). La gamma venne ridotta a 4 versioni: 264 GL, 265 GL, 264 GLE e 262C. La 262 era disponibile in una serie più ampia di colori, con o senza tetto in vinile.
Nel 1982 la Serie 260 lasciò il posto alla 760.

### 264 TE
A partire dal 1976 la Bertone produsse in piccolissima serie e su richiesta la 264 TE (sigla di Top Executive), una limousine con passo allungato riservata a ministri e Capi di Stato. La meccanica era quella delle versioni top della 264 con cambio automatico, mentre l'allestimento prevedeva, oltre all'allungamento del passo, una lussuosa dotazione di bordo.
La 264 TE venne acquistata prevalentemente da alti funzionari svedesi e, curiosamente, della DDR.
Venne prodotta fino al 1981.

## Le 240

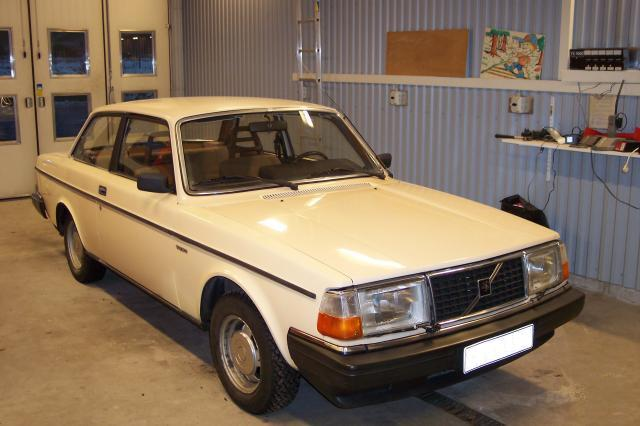
Volvo 240 mk II (Berlina a 2 porte "242")

La serie 240 lanciata alla fine del 1974 rappresentava la versione a 4 cilindri e con allestimento (ed estetica) semplificato della 260. Il frontale era più lineare e meno "pretenzioso" di quello della 6 cilindri ed i motori erano gli stessi dell'ultima evoluzione della 140. Sul mercato italiano, dove le cilindrate oltre i 2 litri erano penalizzate dal fisco, le 240 conservarono la cilindrata di 1986 cm³, mentre in altri mercati era stata incrementata a 2127 cm³. L'alimentazione a iniezione era riservata alle più rifinite GL, disponibili solo in versione 244 (cioè berlina 4 porte), mentre non venne mai importata in Italia la berlina a 2 porte 242. La station wagon continuava a chiamarsi 245; questa versione riscosse un grande successo, non solo in Italia, ma anche nel resto del mondo grazie all'enorme vano di carico; si stima infatti che circa un terzo delle Serie 200 vendute abbia carrozzeria station wagon. Inoltre nel vano bagagli potevano essere installati due sedili contromarcia rendendo l'auto a sette posti; questi posti erano equipaggiati con cinture a tre punti e vi era una struttura rinforzata del vano bagagli in modo da proteggere gli occupanti in caso di collisione.

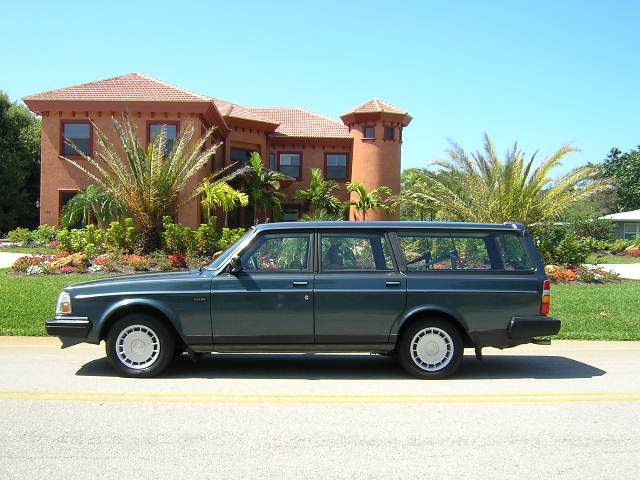
Volvo 240 SW mk II

La gamma italiana prevedeva le seguenti versioni:
- 244 2.0 L (1986 cm³, 97 cv)
- 244 2.0 DL (1986 cm³, 97 cv)
- 244 2.0i GL (1986 cm³, 123 cv)
- 245 2.0 L (1986 cm³, 97 cv)
- 245 2.0 DL (1986 cm³, 97 cv)

Nel 1979 la Serie 240 ebbe un leggero restyling (come descritto per la serie 260) e la gamma venne completata con l'introduzione della versione con motore Diesel, un 6 cilindri Volkswagen di 2383 cm³ da 82 cv. Questo motore andava ad equipaggiare le 244 e 245, negli allestimenti L, DL, GL e GLE (in Italia commercializzate solo GL e GLE, quest'ultima con ricco equipaggiamento comprendente vetri elettrici anteriori, specchietti elettrici destro e sinistro, tettuccio apribile manuale Webasto, lavatergifari, predisposizione al condizionatore). A fine 1980 (Model Year 1981) un restyling interessò il frontale (reso simile a quello della serie 260 ma con la griglia radiatore leggermente diversa), i paraurti divennero più esili (queste due modifiche non riguardarono la versione USA) e gli interni, con la plancia strumenti più grande. Inoltre vennero presentate la 244 GLT, con motore a iniezione di 2316 cm³ (136cv) e le 244 Turbo e 245 Turbo, spinte da una versione con turbocompressore da 155cv del 4 cilindri 2 litri. Contemporaneamente gli allestimenti L e DL vennero rimpiazzati da quelli siglati GL e GLE. Il motore 2 litri aspirato venne potenziato a 106 cv. La lunghezza del modello, che era arrivata a 4,90 metri, scese allora a 4,79 metri, per effetto dell'adozione dei nuovi paraurti. Nel 1983 la denominazione del modello divenne semplicemente 240, tanto per la berlina che per la station wagon. Nel 1986 venne nuovamente ritoccato il frontale ('Naso di Knudsen' leggermente schiacciato ed allargato rispetto al precedente) e venne anche modificato il lamierato alla base del parabrezza. Ritocchi a interni, cornici padiglione/finestrini e profili laterali accompagnarono questo passaggio.
Sullo stesso pianale approntato per la Limousine 264 TE, venne realizzato il modello 245 T (Transfer) particolarmente studiato per i trasferimenti Aeroporto-città. Notevolmente più lunga della 245 standard, mantiene le due porte per fiancata (quella posteriore più lunga della standard). Oltre a ciò, è riconoscibile dal doppio vetro laterale, sopra il parafango posteriore.
Nel 1989, la gamma delle 240 a benzina venne semplificata: l'unico motore disponibile divenne il 4 cilindri a iniezione di 2316 cm³ da 112cv, dotato di marmitta catalitica, fatta eccezione per l'Italia dove proseguiva la vendita con il solito "2000".
Nel 1992,sempre e solo per l'Italia, dopo il lancio della nuova 850, l'offerta di 240 venne ridotta alle sole versioni a benzina, denominate Polar (allestimento base) e Super Polar. La cilindrata, la solita 1986 cm³ e la potenza (con iniezione e marmitta catalitica) rimase a 112 cv. 
Nel resto del mondo continuò ad essere venduta come "240" con finiture cromate, il motore "2300" e diesel atmosferico 6 cilindri "2400" ( eccezion fatta per gli USA, dove il mercato delle diesel, dopo un timido inizio degli anni '80,  era crollato ), mentre in Italia erano solo disponibili le versioni "Polar" e "Superpolar" con gamma colori ridotta e con le finiture nero opaco.
In altri paesi le versioni senza cromature venivano denominate "black-line".
La produzione cessò definitivamente nel 1993.

## Motori e trasmissioni
La Serie 200 veniva offerta con tre famiglie di motori. La maggior parte delle 240 era equipaggiata con i motori 4 cilindri B21 “red block” di 2.0-2.3 litri; essi disponevano sia delle valvole in testa sia delle camme in testa. Il motore B20 è stato usato solo nei primi anni e successivamente rimpiazzato dall'unità B19, una versione più piccola del B21. Erano poi disponibili motori V6, prima nei modelli 260 e poi anche nelle versioni GLE e GLT della 240. Tali propulsori facevano parte della famiglia PRV, nata da una collaborazione tra Peugeot, Renault e Volvo. Vi erano poi le versioni diesel della 240 spinte da un motore sviluppato insieme alla Volkswagen. In Grecia e in Israele era disponibile anche l'unità B17 da 1.8 litri, e questa versione poteva anche essere equipaggiata con l'allestimento della 260; tale motore però, erogando una potenza di 90cv(66kw), era sottodimensionato per la mole della vettura e portava a consumi più alti anche delle versioni sovralimentate top di gamma.
Tutti i motori erano inizialmente abbinati ad una trasmissione a 4 marce (tipo M45) o ad una 4+1 (tipo M46: 4 marce con overdrive, identico rispetto al cambio M45 ma con un overdrive posizionato a valle e con circuito dell'olio in comune); in alternativa c'era una trasmissione automatica a tre marce dalla BorgWarner (tipo BW BW 35 e BW BW 55) disponibile solo per alcune motorizzazioni. Più tardi vengono resi disponibili anche un cambio manuale a 5 marce (M47) e un cambio automatico a 4 rapporti della Aisin-Warner (tipo AW 70 e AW 71) che sostituisce l'obsoleta unità BorgWarner.
Tutti i cambi, anche quelli manuali, venivano lubrificati con ATF (Automatic Transmission Fluid). Inoltre nelle vetture con guida a destra i comandi delle frizioni venivano spostati idraulicamente via cavo dalla posizione del pedale delle versioni con guida a sinistra.

### I motori quattro cilindri
Nel 1974 la 240 montava il motore 4 cilindri in linea B20A usato anche sulla precedente 140, mentre il nuovo propulsore B21A era disponibile come optional sui modelli 240 DL. Il nuovo motore B21 era un'unità a quattro cilindri di 2127cc con monoblocco in ghisa, albero a cinque cuscinetti e albero a camme a cinghia. Questo motore erogava 97cv (71 kW) per le versioni B21A a carburatori (242DL, 244DL e 245DL) e 123cv (90 kW) per le versioni B21E ad iniezione (244GL). Sul mercato italiano, dove le cilindrate oltre i 2 litri erano penalizzate dal fisco, le 240 conservavano il motore B20 con cilindrata di 1986 cm³ e con le medesime potenze del motore B21.
I primi modelli a raggiungere il mercato americano nel 1975 erano equipaggiati con il vecchio motore B20F, mentre il nuovo motore B21F arrivò solo l'anno successivo con il model year 1976. Ad eccezione dei primi anni di produzione (1975-1976), le versioni statunitensi e canadesi della Serie 200 non erano identiche: il motore B21A a carburatori non fu mai disponibile negli USA mentre era il motore base in Canada fra il 1977 e il 1984. Le versioni 240 vendute negli Stati Uniti erano tutte ad iniezione, in quanto i motori a carburatori B20 e B21 non erano disponibili a causa delle limitazioni delle emissioni. Nel 1980 il motore B21F ad iniezione erogava una potenza di 107cv (80 kW) a 5250gri. A partire dal 1982 i modelli canadesi e quelli statunitensi vennero unificati, ad eccezione della versione Turbo che era differente per la versione californiana a causa dei controlli sulle emissioni. Con il model year 1980 furono introdotti il motore B23 con cilindrata di 2316cc e potenza di 136cv (100 kW) che equipaggiava la versione 244 GLT, e il motore B20ET, variante del B20 con turbocompressore e potenza di 155cv (114 kW), che equipaggiava le 244 Turbo e 245 Turbo. Contemporaneamente il motore 2 litri aspirato venne potenziato a 106cv. Nel 1989 la gamma delle 240 a benzina venne semplificata: l'unico motore disponibile divenne il 4 cilindri a iniezione B23E di 2316 cm³ da 112cv, dotato di marmitta catalitica, fatta eccezione per l'Italia dove proseguiva la vendita con il solito B20E sempre dotato di 112cv e marmitta catalitica.

### I motori a sei cilindri
I modelli 260 erano equipaggiati con un motore completamente nuovo con codice B27: si trattava di un'unità V6 con un angolo di 90 gradi tra le bancate. Esso venne sviluppato in collaborazione tra Peugeot, Renault e Volvo e pertanto è conosciuto anche come PRV. Si trattava di un motore piuttosto inusuale per l'epoca in quanto era composto da molte piccole parti in una struttura modulare. La versione montata sulle Volvo aveva una cilindrata di 2664cc e un blocco di lega di alluminio
Nella variante ad iniezione B27F tale motore fu introdotto negli USA nel 1976 nella Serie 260, ed erogava 140cv (100 kW) sia per il 264DL e 264GL. Nel resto del mondo erano disponibili le versioni B27A, alimentata a carburatori e con una potenza di 125cv (92 kW), e la versione B27E, alimentata ad iniezione e con una potenza di 148cv (109 kW).
Nel 1980 Volvo aumentò la cilindrata di tale motore a 2,8 litri con l'introduzione delle versioni B28E e B28F ad iniezione, che tuttavia erano soggette a problemi di oliatura e di usura precoce delle camme. Ciononostante le varianti B28 del V6 PRV furono usate anche nelle successive Serie 700 e in altri modelli di altre case (ad esempio la De Lorean per la DMC-12). Nella versione nordamericana questo motore era equipaggiato solo con un cambio automatico a tre velocità e produceva 130cv (97 kW), mentre in Europa era venduto anche con cambio manuale ed erogava 155cv (114 kW).

### I motori Diesel
Annunciata al Salone di Parigi del 1978, la versione D6 venne introdotta nella primavera dell'anno successivo. Il nuovo motore diesel Volvo era derivato da quelli Volkswagen, infatti era una variante a sei oppure cinque cilindri di quelli installati nelle Audi e nelle Volkswagen dell'epoca. Inizialmente la produzione era ridotta, e furono circa 600 le vetture costruite al momento del lancio con il model year 1980. Si trattava di motori diesel a precamera raffreddati ad acqua e con testa in alluminio. Era poi montato un sistema di iniezione meccanica Bosch che richiedeva una corrente elettrica costante in modo che l'alimentazione di carburante fosse tagliata quando la chiave di accensione veniva rimossa. Erano disponibili un sei cilindri in linea 2.4 litri (D24) e un cinque cilindri in linea 2.0 litri (D20) che erogavano rispettivamente 82cv (60 kW) e 69cv (50 kW). Il motore più piccolo era venduto solo in particolari mercati in cui era favorito per via delle strutture fiscali; infatti la maggior parte delle vetture equipaggiate con tale motore andarono il Finlandia ma anche in Italia dove venne commercializzato tra il 1979 e il 1981. Al tempo dell'introduzione sul mercato la Volvo 200 era una delle vetture a gasolio più veloci e silenziose.
Originariamente il motore diesel era destinato al Nord America prima di tutto, anche se in realtà i motori D24 arrivarono sul mercato nordamericano a partire dal model year 1980. A causa di problemi legati alle norme anti-inquinamento dell'EPA, però, nessuna auto diesel fu consegnata nel 1980, ma solo a partire dall'anno successivo. In seguito il mercato statunitense di vetture diesel crollò e le vendite diminuirono a numeri sempre più piccoli; la commercializzazione di questo motore fu pertanto interrotta dal model year 1985. In questi mercati il motore diesel D24 sviluppava 79cv (58 kW), ma non era certificato per la vendita in California.

## Le versioni

### Nomenclatura

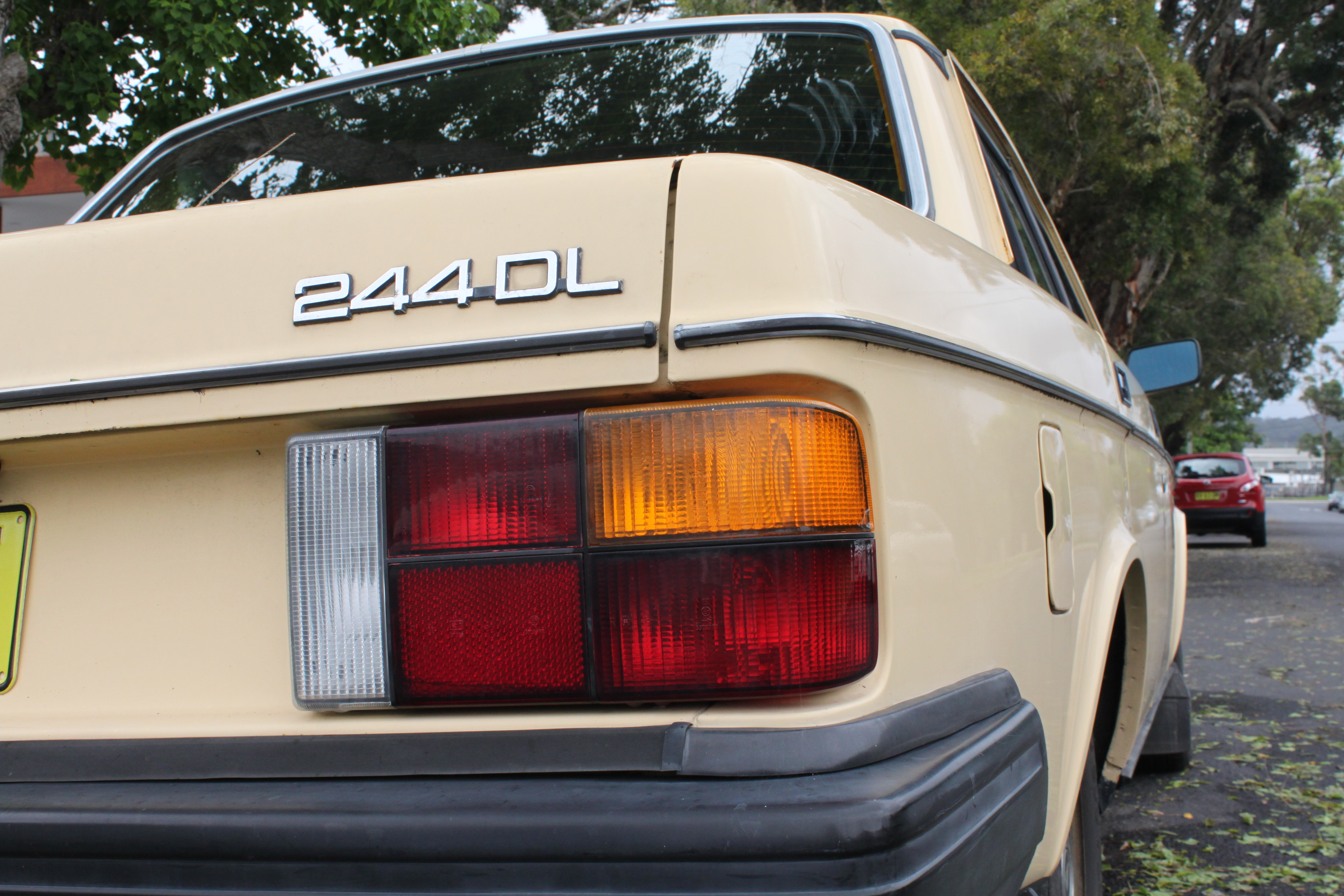
La targhetta identificativa sul cofano posteriore di una 244 DL del 1981

Le vetture della Serie 200 furono inizialmente identificate con badge nel cofano o nel portellone posteriore in un modo simile al sistema usato per i modelli precedenti:
- 1974-1982: tre cifre (nel formato 2XY, dove X solitamente rappresentava il numero di cilindri e Y rappresentava le porte: 2 per coupé, 4 per le berline, 5 per station wagon), seguita da lettere che identificavano il livello di allestimento. Tuttavia le cifre 4 e 6 persero presto l'originale significato di indicazione dei cilindri con l'introduzione del motore e B17 quattro cilindri nelle versioni 260 che vengono lanciate a fine anni Settanta per Grecia e Israele. Inoltre ci furono anche versioni 240 GLT a sei cilindri in alcuni mercati e versioni 240 con motori diesel a 5 o 6 cilindri.
- 1983-1993: 240 (o 260 fino al 1985) seguita da lettere relative allo equipaggiamento. La terza cifra non riflette più la carrozzeria, sebbene questa indicazione sia ancora presente in alcuni punti come ad esempio l'etichetta vano motore. Per alcuni modelli speciali (ad esempio Polar e Torslanda) a volte viene omessa la dicitura 240.

### Livelli di equipaggiamento
Nel corso della produzione della Serie 200 furono disponibili per l'acquisto diversi livelli di allestimento; si andava dalla L, la meno costosa, alla GLT, che indicava una caratterizzazione sportiva e ben equipaggiata. Le dotazioni e la disponibilità di particolari livelli di equipaggiamento variava però con i mercati di vendita. Le lettere normalmente apparivano sul cofano del bagagliaio o sul portellone posteriore della vettura (tranne nel model year 1983) e avevano inizialmente il seguente significato:
- L (Luxe);
- DL (De Luxe);
- GL (Grand Luxe);
- GLE (Grand Luxe Executive);
- GLT (Grand Luxe Touring)
- GT;
- Turbo.

### Speciali livelli di equipaggiamento
Svariati allestimenti furono offerti in modo temporaneo durante certi periodi oppure solo con determinate carrozzerie:

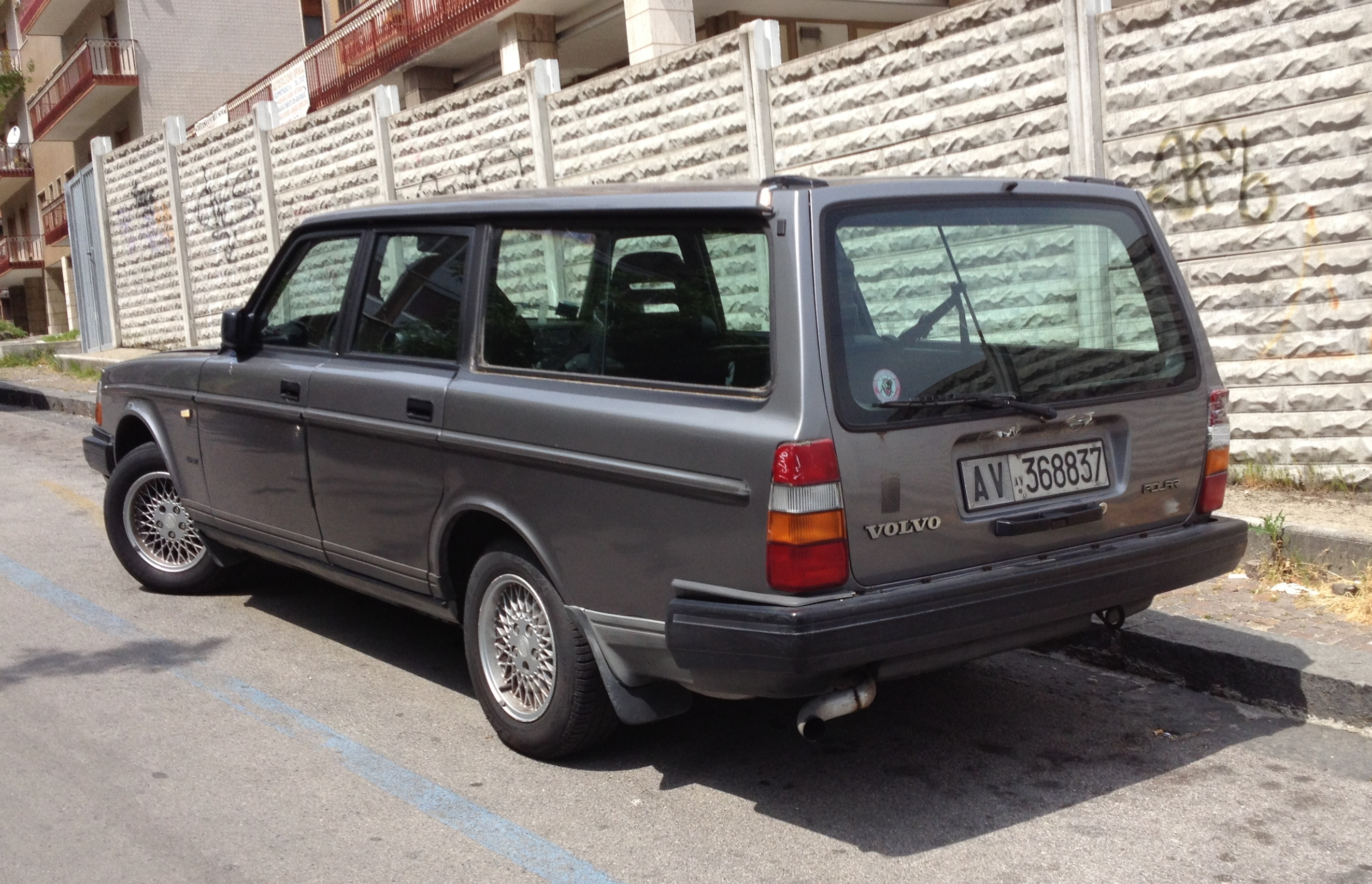
Una 240 Polar

- GTX: non si trattava di un vero e proprio livello di equipaggiamento ma di un pacchetto sportivo disponibile in molti concessionari Volvo del Nord Europa;
- Polar e Super Polar: 1992-1993: disponibili solo per il mercato italiano;
- SE (Special Equipment): 1991-1993: disponibile solo nei mercati scandinavi e in quello americano (solo nel 1991), era un'edizione finale con l'allestimento delle GL o delle GLT ma senza le modifiche relative alle prestazioni e all'handling tipiche di queste versioni; in particolare aveva cerchi in lega speciali, particolari neri e mancorrenti sul tetto per le versioni station wagon;
- Classic: 1992-1993: per i mercati europei era una versione speciale disponibile dal model year 1992; era un allestimento riccamente equipaggiato con inserti in legno e targhette speciali di identificazione. Per i mercati nordamericani era una versione numerata per le ultime 1600 Serie 200 vendute in questi paesi; furono prodotte tra aprile e maggio 1993, metà in versione berlina e metà in versione station wagon; in aggiunta all'equipaggiamento delle versioni europee, avevano griglie e paraurti parzialmente verniciate in tinta della carrozzeria, targhette interne con il numero dell'esemplare, cerchi in lega speciali da 14 pollici ed erano offerte unicamente con due colori, rosso rubino e verde scuro metallizzato;

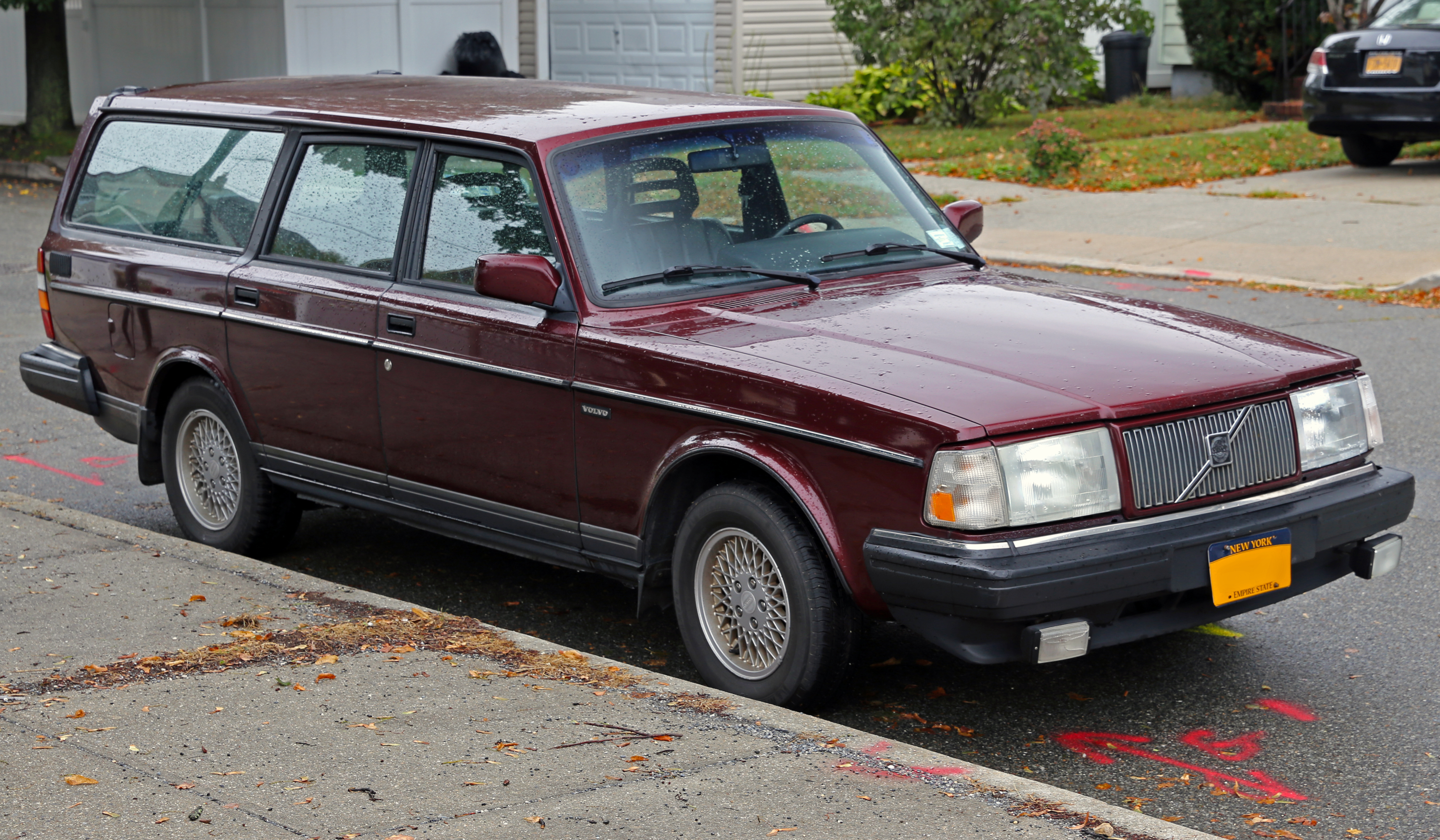
Una 240 Station Wagon Classic del 1993 per il mercato statunitense

- Limited: 1993: molto simile alla Classic, si trattava di una versione non numerata con una targhetta di ottone al posto della numerazione;
- Torslanda: 1992-1993: venduta solo in Europa, aveva il motore 2.0 litri, decalcomanie laterali, targhette “Torslanda”, vetri oscurati, cerchi in lega multirazze da 15 pollici e finiture esterne in plastica verniciate in nero, anziché di cromo. Gli unici optional presenti erano i sedili anteriori riscaldabili, il servosterzo e l'impianto di riscaldamento. È stata progettata come un modo per svendere gli ultimi modelli base aggiungendo qualche tocco estetico.

### Tipi di motore
A volte il tipo di motore della vettura veniva anche inserito nella denominazione della stessa. In alcuni casi però tali diciture potevano essere omesse, rimpiazzate da quelle dell'allestimento o persino usate in combinazione tra di loro. Di seguito le principali:
- Turbo: fu un allestimento vero e proprio per alcuni anni, ma esistevano anche versioni GLT Turbo tra il 1981 e il 1983;
- Diesel: analogamente alla versione Turbo, era un allestimento vero e proprio e aveva la maggior parte delle caratteristiche della GL con qualche omissione;
- Injection: indicava l'alimentazione ad iniezione (K-Jetronic) in alcuni paesi;
- Katalysator: indicava la presenza di marmitta catalitica in vari paesi del Nord Europa.

### Edizioni speciali

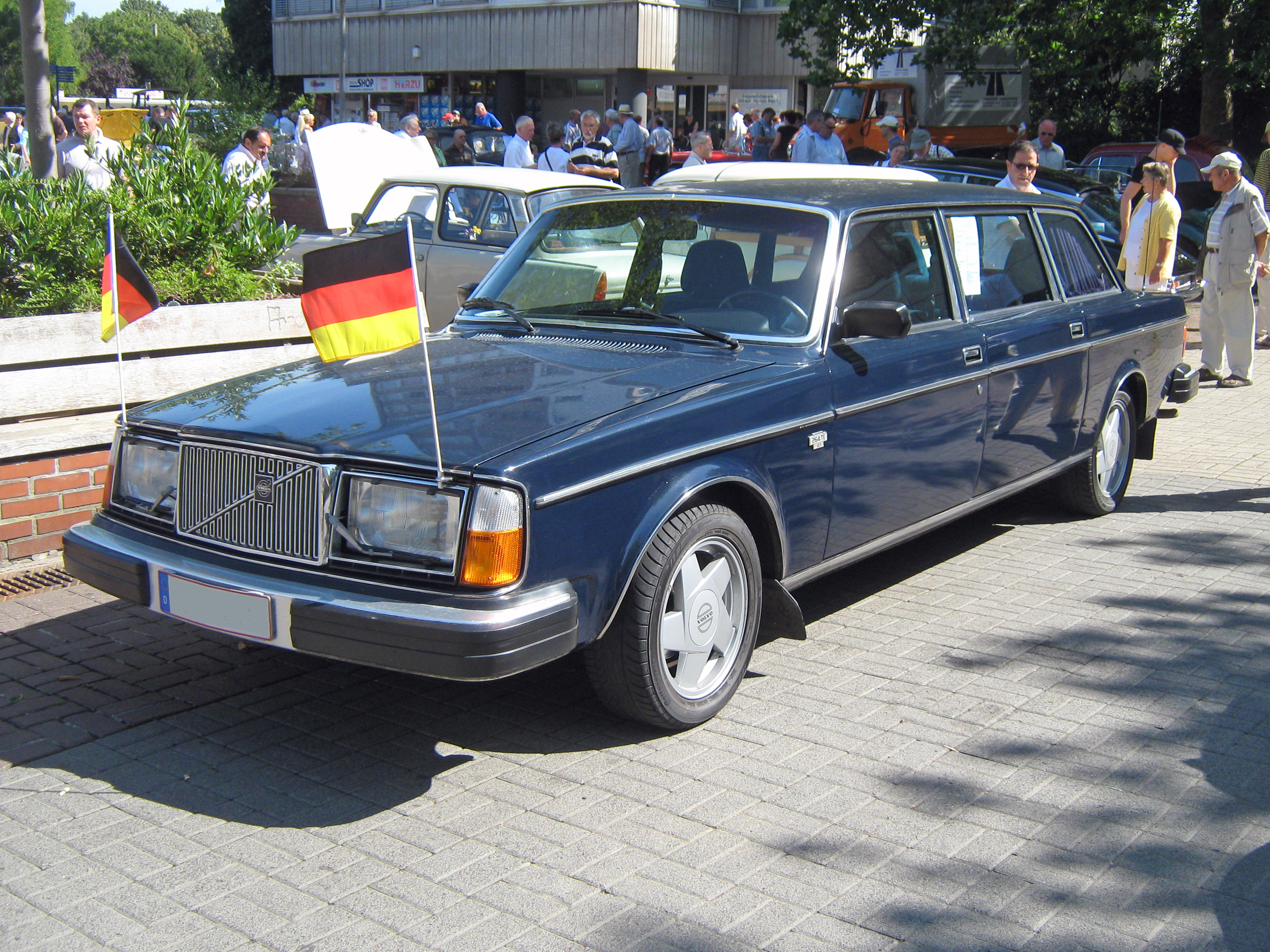
Una 264 TE del 1980

- 244 DLS: 1974-1978: modello destinato all'esportazione nell'ex Germania Est con vari particolari della 264; ne furono venduti 1000 esemplari e solamente ai residenti di Berlino Est;
- 264 TE (Top Executive): 1975-1981: versione limousine con passo allungato della 264 destinata prevalentemente a ministri e capi di stato e prodotta da Bertone. La meccanica era quella delle versioni top della 264 con cambio automatico, mentre l'allestimento prevedeva, oltre all'allungamento del passo, una lussuosa dotazione di bordo. La 264 TE venne acquistata prevalentemente da alti funzionari svedesi e, curiosamente, della DDR, in quanto i politici non potevano né usare piccoli modelli come Trabant e Wartburg né importare modelli prodotti in Germania Ovest come BMW e Mercedes-Benz;
- 245 T (Transfer): 1977-1980: versione a passo allungato della station wagon, disegnata per avere più file di sedili al fine di un utilizzo come taxi o come navetta per i trasferimenti aeroporto-città; tali versioni erano basate sul pianale della 264 Top Executive e mantengono le due porte per fiancata (quella posteriore più lunga della standard). Oltre a ciò, è riconoscibile dal doppio vetro laterale, sopra il parafango posteriore;

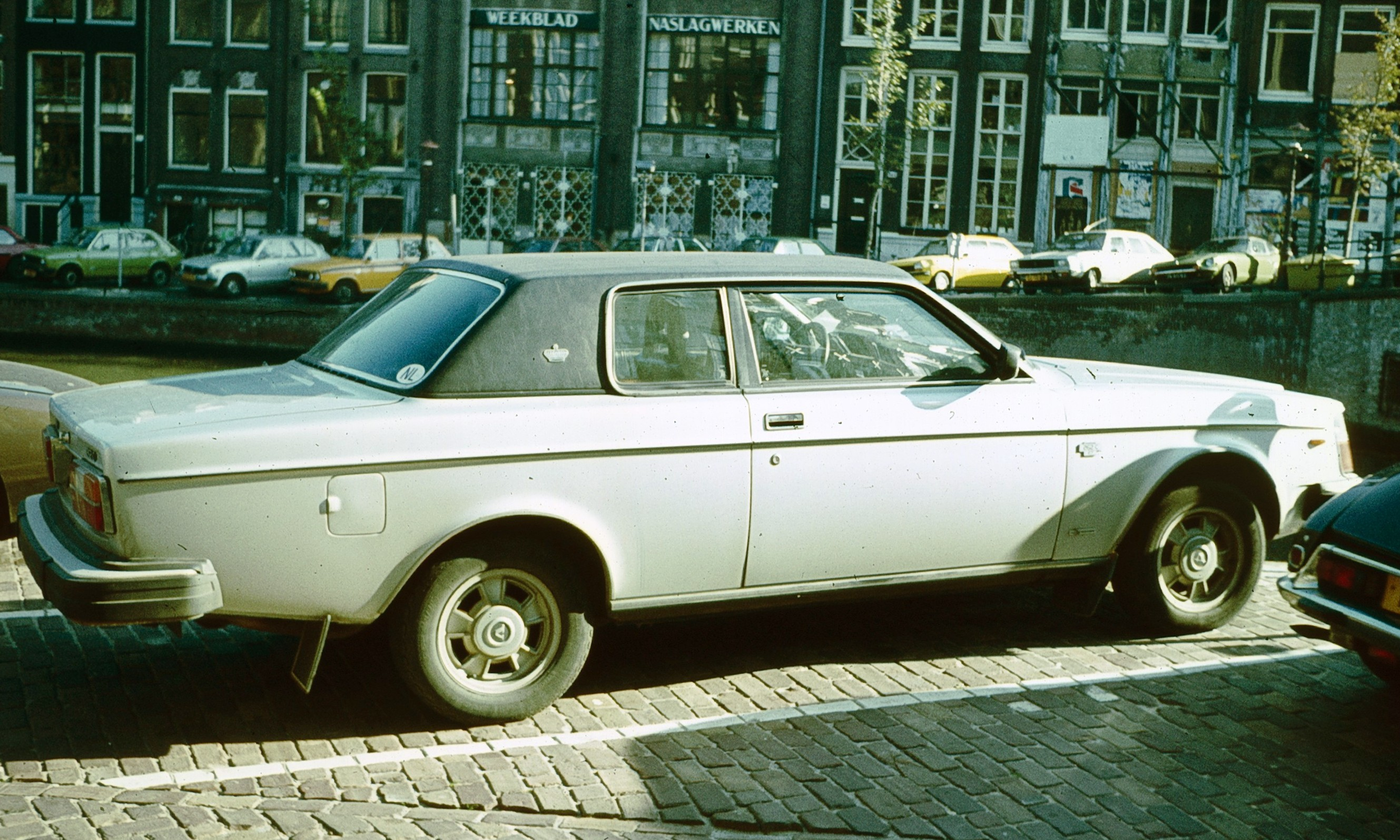
Una 262 Coupé

- 262C/Coupé Bertone: 1978-1981: aveva la carrozzeria e gli interni realizzati da Bertone. Si trattava di una berlina a due porte con un tetto più corto di quello della 242 da cui deriva di circa 6 cm e con un parabrezza più inclinato Inizialmente denominata 262C, nel 1980 assume la denominazione Coupé. Inoltre la vettura presenta ulteriori targhette con le scritte Bertone sui parafanghi anteriori. La maggior parte di questo modello è stata costruita con guida a sinistra, mentre sono stati prodotti pochissimi esemplari con guida a destra;
- 242 GT: 1978-1979 (fino al 1980 in Nord America): modello sportivo con sospensioni da corsa e motore sovralimentato. Tutti i modelli per gli USA erano di colore Mystic Silver Metallic con strisce sportive nere e rosse lungo il corpo vettura; gli interni erano in velluto nero con strisce rosse. I modelli per il Canada erano disponibili anche in nero con strisce rosse, in aggiunta al modello statunitense di colore argento;
- GLT Turbo: 1981-1985: sostituisce la GT come modello sportivo; era equipaggiata con un motore turbocompresso e dotato anche di intercooler da metà 1984. Il modello a due porte era disponibile tra il 1981 e il 1984, quello a quattro porte tra la fine del 1981 e l'inizio del 1985 mentre la versione station wagon tra il 1982 e l'inizio 1985. Tutte le versioni erano dotate di fabbrica dei cerchi in lega da 15 pollici “Virgo”; inoltre era proposta con tutti i dettagli verniciati in nero anziché cromati come nelle versioni GLS (griglie, cornici e maniglie porte…);
- GLT: 1980-1982: la sigla sta per “Grand Luxe Touring”; questo modello condivideva le sospensioni migliorate, i particolari esterni neri e i cerchi in lega “Virgo” da 15 pollici con la versione GLT Turbo, ma con un normale motore aspirato;
- 244/240 GLE: 1981-1985: destinate al mercato australiano; a causa delle difficoltà di montaggio del turbocompressore su un modello con guida a destra, il modello Turbo è stato rinominato GLE mantenendo le finiture nere del modello Turbo. Tuttavia queste versioni erano dotate dei motori B23E prima e B230E poi, abbinati frequentemente al cambio automatico BW55 fino al 1983 e AW71 tra il 1984 e il 1985;
- 242 Group A Homologated Turbo: 1983: 500 modelli costruiti per soddisfare la produzione minima richiesta per l'omologazione nelle corse europee del Gruppo A destinate alle berline; furono tutte vendute nel Nord America e circa 30 furono riportate in Europa per le gare; queste versioni avevano numerosi e sostanziali aggiornamenti sulle sospensioni e su molti particolari per aumentare le prestazioni (radiatori più grandi, intercooler a iniezione d'acqua, grande spoiler posteriore);
- 240 GL: 1992: versione per il mercato nordamericano disponibile unicamente con carrozzerie berlina a quattro porte; piuttosto differente dalle versioni GL europee commercializzate fino al 1989, era un allestimento simile ai modelli americani SE del 1991 e Classic del 1993;
- 244 DL Anniversary: 1977: versione celebrativa per il cinquantesimo anno del marchio; basata sulla 244 DL, era disponibile nel solo colore argento metallizzato con una striscia nera e oro lungo tutta la vettura. Ne furono realizzate solamente 500, di cui 50 vendute al di fuori della Svezia;
- 240 DL Jubileum: 1987: versione celebrativa per il sessantesimo anno del marchio; come la versione Anniversary, anch'essa era basata sulla versione 240 DL, ma in questo caso poteva essere ordinata sia con carrozzeria berlina che station wagon;
- 244 Thor: 1979-1980: si tratta di una versione prodotta in 300 esemplari per il mercato britannico; era equipaggiata con vernice nero metallizzato, stereo premium, sedili in tessuto nero, alzacristalli elettrici anteriori e cerchi in lega. Erano invece optional il servosterzo, gli alzacristalli elettrici posteriori e l'aria condizionata.

## Differenze fra i mercati
Europa/Australia

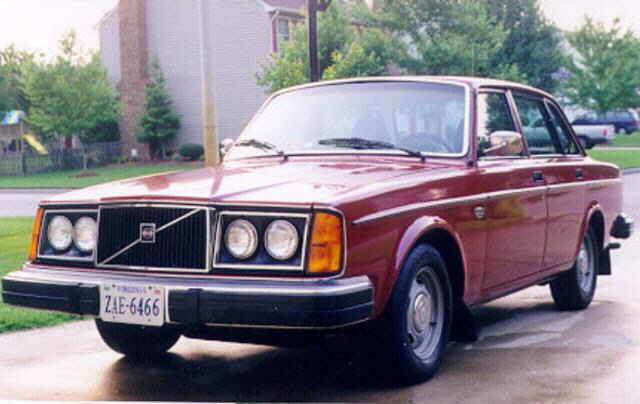
Una 244 per il mercato statunitense

- Sistema esterno di illuminazione conforme agli standard internazionali ECE sui fari;
- Ripetitori laterali montati sui parafanghi anteriori introdotti in anni differenti nei mercati europei a seconda delle normative locali; furono montati poi in tutto il mondo tranne in America (dal 1984) e in Australia (dal 1989);
- Luci di posizione implementate con un secondo filamento per fungere da luce di parcheggio; furono introdotte a metà degli anni Settanta in Scandinavia e nel Regno Unito e in altri mercati al di fuori del Nord America nei primi anni Ottanta;
- Luce di parcheggio bianca (con anche frecce bianche per il mercato italiano fino al 1977);
- Specchi esterni asferici dal model year 1980 (inizialmente non per la versione DL);
- Motore Diesel disponibile tra il 1979 e il 1993 (non in Australia);
- Nel 1980 le 240 GT e GLE e le 265 GLE furono tolte di produzione per la maggior parte dei mercati, queste versioni vengono sostituite dall'allestimento GLT in abbinamento al motore 2.3 litri ad iniezione con cambio manuale da 140cv solo per la berlina oppure al motore PRV 2.7 V6 da 141cv per la station wagon oppure per la berlina con cambio automatico.

Nord America
- Sistema esterno di illuminazione conforme agli standard federali statunitensi;
- Fari sealed-beam (1975-1985) e successivamente fari con un'unica carenatura in plastica (1986-1993);
- Tachimetro in miglia orarie con all'interno una scala in chilometri orari; per le versioni statunitensi vi era anche il contachilometri in miglia;
- Tergifari non disponibile; il foro per la staffa sotto i fanali anteriori era coperto da un tappo in gomma;
- Segnalatori side markers anteriori e posteriori incorporati nelle luci di parcheggio anteriori e nei fanali posteriori;
- Retronebbia introdotti a partire dal model year 1985;
- Luci diurne introdotte in Canada nel 1990;
- In Canada le varie specifiche per questo mercato, come i generatori di calore, erano installate dalla Volvo Halifax Assembly;
- Nel 1981 la 260 station wagon non venne commercializzata ma vennero introdotte le GLT e le GLT Turbo molto simili alla precedente versione; inoltre il motore Diesel fu tolto di produzione nel 1984 anche se alcune versioni sono state vendute anche l'anno successivo con VIN del 1984 e specifiche del model year 1985; il modello Turbo fu tolto di produzione all'inizio del 1985.

## La produzione
La produzione totale della Volvo Serie 200 fu di 2.862.563 esemplari, così ripartiti:
- 242: 242.621
- 244: 1.483.399
- 245: 959.151
- 262: 3.329 (solo per gli USA, prodotta dal '75 al '77)
- 262C: 6.622
- 264: 132.390
- 265: 35.061

L'ultimo esemplare era una versione station wagon a due porte e due posti con passo extra corto, versione in esemplare unico ritenuto un vero e proprio scherzo ingegneristico voluto dai progettisti Volvo.

## Riepilogo caratteristiche

### 240/242/244/245
| Denominazione | Tipo    | cilindrata | Potenza | Coppia motrice | Alimentazione       |
| ------------- | ------- | ---------- | ------- | -------------- | ------------------- |
| B19A          | benzina | 1.986 cm³  | 97 cv   | 16.0 kgm       | Carburatore         |
| B20E cat.     | benzina | 1.986 cm³  | 112 cv  | 16.0 kgm       | Iniezione           |
| B20B2         | benzina | 1.986 cm³  | 106 cv  | 16.0 kgm       | Carburatore         |
| B20E2         | benzina | 1.986 cm³  | 123 cv  | 16.0 kgm       | Iniezione           |
| B21A          | benzina | 2.127 cm³  | 107 cv  | 17.3 kgm       | Carburatore         |
| B21ET         | benzina | 2.127 cm³  | 155 cv  | 24,5 kgm       | Turbocompressore    |
| B19ET         | benzina | 1.986 cm³  | 145 cv  | 23,0 kgm       | Turbocompressore    |
| B23E cat.     | benzina | 2.316 cm³  | 112 cv  | 19.6 kgm       | Iniezione           |
| B23E          | benzina | 2.316 cm³  | 136 cv  | 19.4 kgm       | Iniezione           |
| D24           | diesel  | 2.383 cm³  | 82 cv   | 14.3 kgm       | Iniezione indiretta |

### 264/265/262C
| Denominazione | Tipo    | cilindrata | Potenza | Coppia   | Alimentazione                             | Anni      |
| ------------- | ------- | ---------- | ------- | -------- | ----------------------------------------- | --------- |
| B27A          | benzina | 2.664 cc   | 125 cv  | 20.1 kgm | carburatore                               | 1975-1979 |
| B27E          | benzina | 2.664 cc   | 148 cv  | 22.2 kgm | Iniezione                                 | 1974-1979 |
| B28E          | benzina | 2.849 cc   | 155 cv  | 23.4 kgm | Iniezione                                 | 1980-1982 |
| B27F          | benzina | 2.664 cc   | 127 cv  | 20.7 kgm | Iniezione con catalizzatore (mercato USA) | 1975-1979 |
| B28F          | benzina | 2.849 cc   | 132 cv  | 21.2 kgm | Iniezione con catalizzatore (mercato USA) | 1980-1982 |

## Attività sportiva

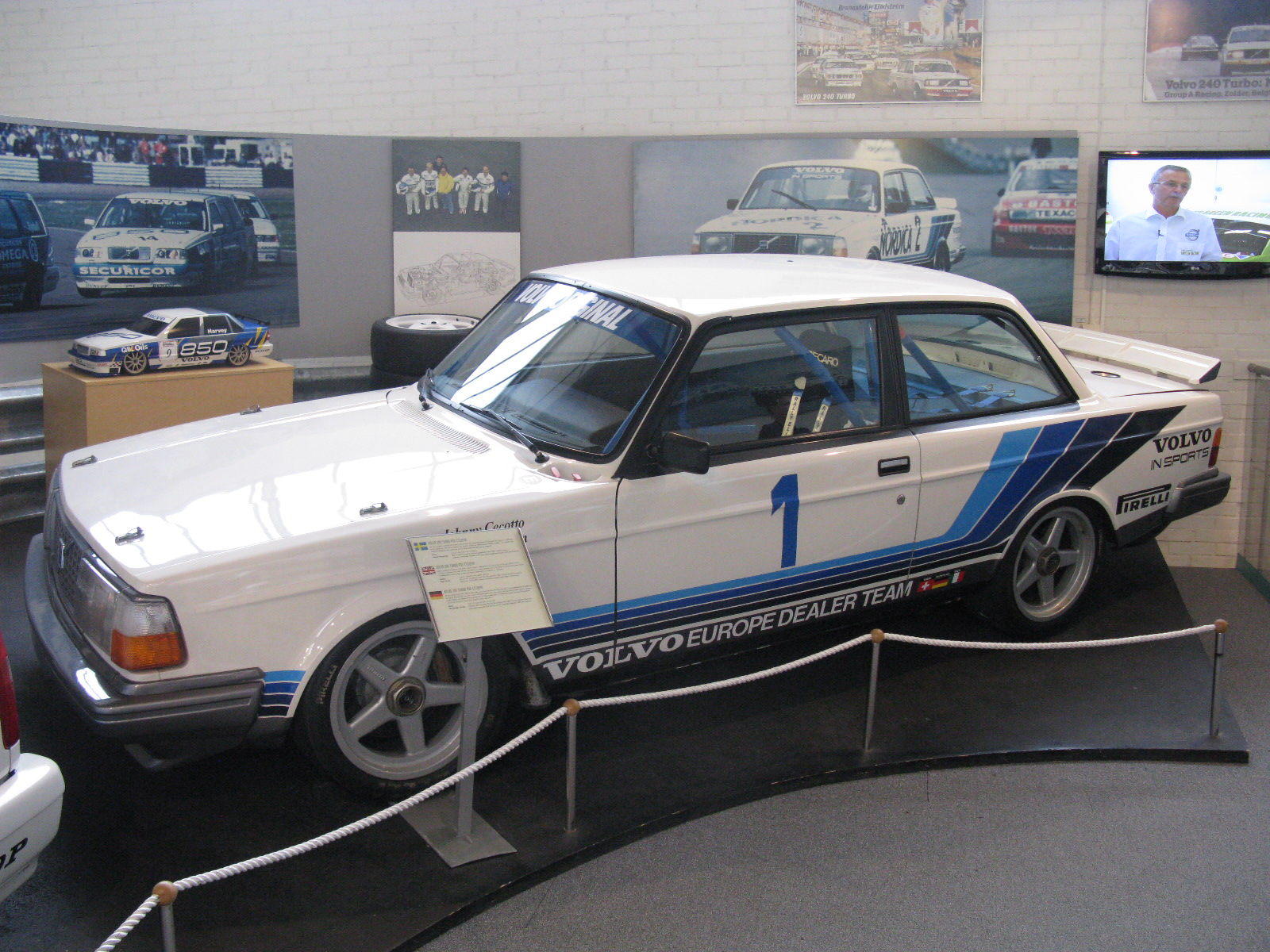
Volvo 242 Turbo Gruppo A

Nel 1983 la Volvo fondò la Volvo Motorsport Division per entrare ufficialmente nel mondo delle competizioni automobilistiche. Specificatamente, si incaricò di realizzare diversi esemplari del modello 240 in configurazione Gruppo A, in modo tale da poter competere nel campionato ETCC. Vi furono diverse vittorie da parte dei team privati equipaggiati con i veicoli svedesi, che culminarono con la conquista del campionato nel 1985 da parte della squadra Eggenberger. Dopo la stagione 1986 la Volvo ritirò il suo supporto ufficiale, ma le squadre private continuarono a portare in pista la 240 Gruppo 4 fino al 1988.
Il mezzo era equipaggiato con un propulsore B21 ET da 345 cv di potenza gestito da un cambio Getrag M51 a cinque rapporti. L'impianto frenante era costituito da freni ventilati forniti dalla Lockheed.
A seguito dell'interesse suscitato dalle vittorie sportive, la Volvo introdusse uno specifico catalogo di accessori, che comprendeva diverse possibilità di elaborazione sul motore, sulla trasmissione (ad esempio era disponibile un differenziale Torsen), sugli interni (gruppo strumenti specifico) ecc.